# Hans Angerer (Beamter)
Hans Angerer (* 4. Dezember 1941 in Berchtesgaden; † 27. November 2012 in München) war ein deutscher Verwaltungsjurist und Beamter. Von 1998 bis 2006 war er Regierungspräsident von Oberfranken.

## Werdegang
Nach dem Abitur 1960 am Gymnasium Berchtesgaden nahm Angerer mit einem Stipendium der Stiftung Maximilianeum an der Universität München (LMU) ein Studium der Rechtswissenschaften auf. 1966 legte er sein Erstes Juristisches Staatsexamen ab und arbeitete während seiner Referendarzeit als wissenschaftlicher Assistent an der Juristischen Fakultät der LMU. Nach dem Zweiten Staatsexamen trat er 1972 in den bayerischen Verwaltungsdienst ein und war bei der Regierung von Oberbayern und im Bayerischen Staatsministerium des Innern tätig. 1976 wechselte er für zwei Jahre in das Landratsamt Starnberg.
1979 kehrte er in das Bayerische Innenministerium zurück und durchlief dort mehrere Positionen. Er war zunächst Mitarbeiter im Ministerbüro, später persönlicher Referent des Ministers, Haushaltsreferent und schließlich Leiter der Kommunalabteilung. Nebenamtlich war er gemeinsam mit seiner Frau von 1985 bis 1998 Vorstand der Stiftung Maximilianeum in München. Von 1998 bis 2006 bekleidete er das Amt des oberfränkischen Regierungspräsidenten.
Für seine Verdienste wurde Angerer mit dem Verdienstkreuz am Bande der Bundesrepublik Deutschland und 2006 mit dem Bayerischen Verdienstorden und der Bürgermedaille der Stadt Bamberg ausgezeichnet.
Hans Angerer war verheiratet mit der ehemaligen Landgerichtspräsidentin und vormaligen Ethikratsmitglied Constanze Angerer und wurde nach seinem Tod 2012 auf dem Bergfriedhof in Schönau am Königssee beerdigt.